# کریوا رکا (گورنگی میلانوواتس)
کریوا رکا (به صربی: Kriva Reka) یک منطقهٔ مسکونی در صربستان است که در ناحیه موراویتسا واقع شده‌است. کریوا رکا ۱۰۲ نفر جمعیت دارد.